# Академик Фёдор Углов (поезд)

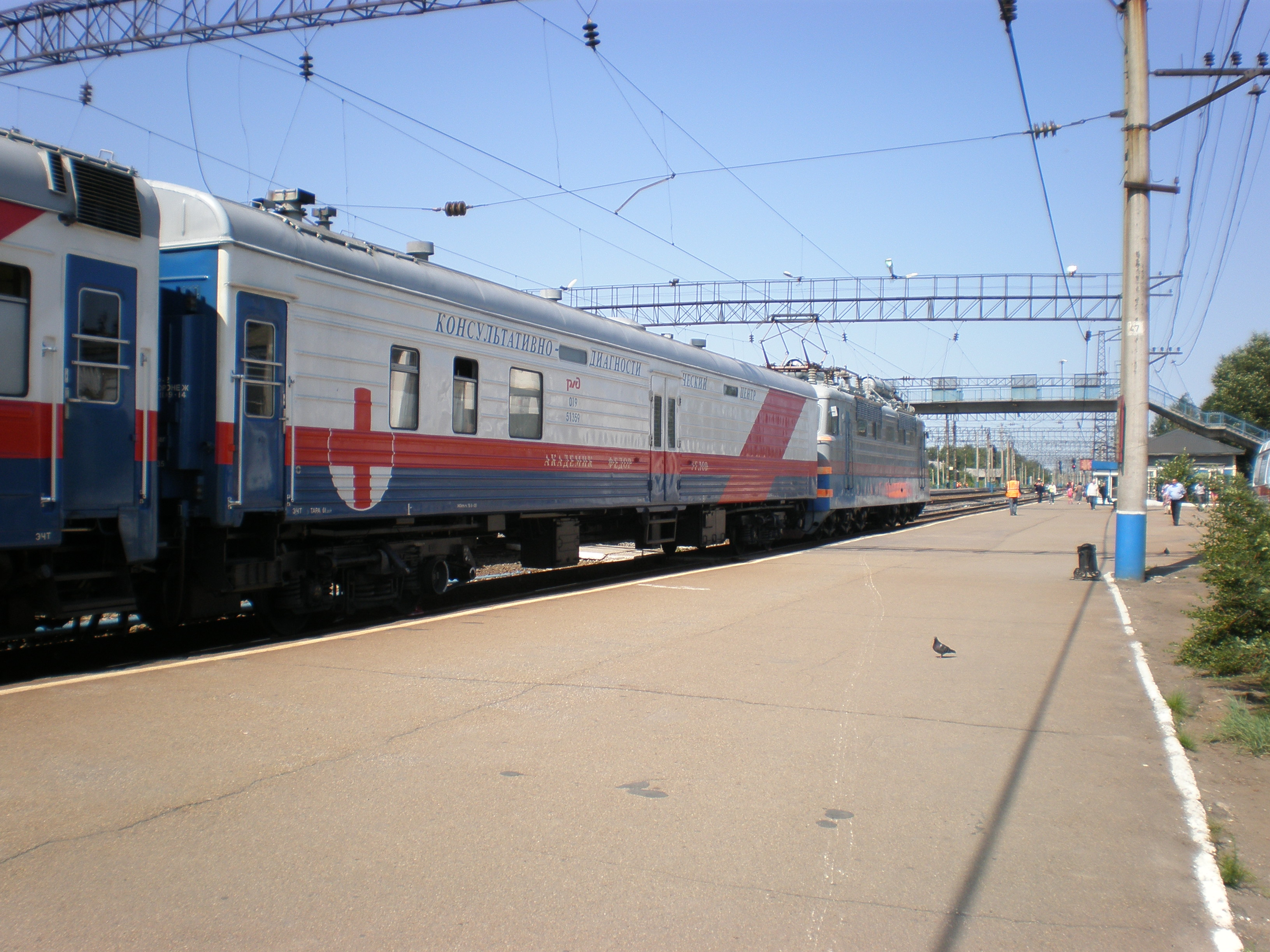
Поезд «Академик Фёдор Углов» на станции Усолье-Сибирское

Академик Фёдор Углов — один из пяти передвижных консультационно-диагностических центров ОАО «РЖД» на основе поезда («поликлиника на колесах»). Назван в честь хирурга Фёдора Григорьевича Углова. Поезд построен на Воронежском вагоноремонтном заводе им. Тельмана. Состав поезда приписан к Восточно-Сибирской железной дороге, располагается в моторвагонном депо Иркутск-Сортировочный на станции Военный Городок.

## История
Поезд «Академик Фёдор Углов» сформирован по заказу ОАО «РЖД» в рамках совместного проекта с администрацией Иркутской области и предназначен для медицинского обслуживания жителей регионов, удалённых от центра страны (Якутия, Читинская область, Республика Бурятия, Иркутская область).
21 января 2010 года медицинский поезд «Академик Фёдор Углов» отправился в свой первый рейс. По состоянию на январь 2013 года поезд совершил 35 рейсов. За это время медицинский поезд побывал на 85 станциях. Медицинские услуги получили свыше 85 тысяч пациентов.

## Состав
Медицинский поезд состоит из 10 модернизированных вагонов:
- 6 вагонов с медицинскими кабинетами и оборудованием;
- вагон, оборудованный дизель-генератором для автономного энергоснабжения;
- вагоны для проживания и отдыха медперсонала, работающего вахтовым методом.

Поезд оснащён компьютерной сетью, связывающей все рабочие места в единую информационную систему, способной работать в автономном режиме 7 суток. Оборудование поезда позволяет осуществлять сеансы телемедицинской связи — проводить видеоконференции и консилиумы, выходить на связь с ведущими клиниками России. Вагоны экранированы для исключения воздействия внешних факторов на работу медицинского оборудования.

## Медицинские услуги
Поезд создан таким образом, что пациент, зайдя через регистратуру, проходит диагностическую лабораторию и, получив результаты экспресс-анализов, в течение дня обследуется у врачей-специалистов, получая рекомендации по лечению. В поезде ведут приём следующие специалисты:
- терапевт;
- кардиолог;
- невролог;
- уролог;
- хирург;
- гинеколог;
- педиатр;
- офтальмолог;
- отоларинголог;
- стоматолог.

Поезд оснащён новейшим клинико-диагностическим оборудованием:
- цифровой маммограф;
- малодозовый флюорограф;
- аппараты УЗИ;
- рентгенологическое оборудование;
- эндоскопическое оборудование;
- офтальмологическое оборудование;
- лабораторное оборудование.